# 毒气
毒气，又稱有毒氣體或劇毒氣體，舊稱毒氣瓦斯或毒瓦斯，是氣態的毒素，是对生物体有害的气体之统称。一般而言是攻擊或毀損呼吸道，造成窒息或肺出血的病症。吸入過量的毒氣可以令到人窒息，甚至死亡。
1. 與紅血球產生強大結合力，取代氧，或者是破壞细胞色素c氧化酶，令到紅血球的載氧量減低，愈多的毒氣紅血球的載氧量愈低，造成細胞無氧而死亡，如：一氧化碳、疊氮化合物、硫化氫、銻化氫或氰化氫等。
2. 活性強，容易灼傷氣管，造成出血，如：臭氧、氯氣等。
3. 和水形成酸性物質，腐蝕氣管：二氧化硫、三氧化硫、氟化氫、氯化氫等。

毒气有自然界产生和人工制造两种；其中人工通过化学手段制造的毒气一般被用于军事目的，属于化学武器。

## 天然毒气
- 一氧化碳
- 一氧化氮
- 硫化氢
- 二氧化硫
- 氯气
- 臭氧
- 氟氣

## 人造毒气
- 光氣
- 氰化氢
- 芥子气
- 双光气
- 路易斯毒气
- VX (神經毒劑)
- 沙林（甲氟磷异丙酯）
- 橙劑（俗稱落葉劑）